# Georges Mathot
 Georges Mathot est un footballeur international belge né le 26 février 1886 à Bruxelles et mort le 4 avril 1951.

## Biographie
Georges Mathot évolue comme demi au Racing Club de Bruxelles de 1903 à 1908, année où il devient champion de Belgique et joue deux matchs avec l'équipe de Belgique.
Il est alors transféré à l'Union Saint-Gilloise où il reste jusqu'en 1914. Avec le club de la Butte, il remporte trois fois le championnat, en 1909, 1910 et en 1913, mais aussi la Coupe de Belgique en 1913, réalisant par la même occasion avec son équipe, le premier doublé « Championnat-Coupe » de l'Histoire du football belge.

## Palmarès
- International belge en 1908 (2 matchs joués)
- Champion de Belgique en 1908 avec le Racing Club de Bruxelles
- Champion de Belgique en 1909, 1910 et 1913 avec l'Union Saint-Gilloise
- 26 buts en 114 matchs en Division 1[3].
- Vainqueur de la Coupe de Belgique en 1913 avec l'Union Saint-Gilloise